# Prince George Circuit
Prince George Circuit – tor wyścigowy położony w East London w Południowej Afryce. Długość jednego okrążenia wynosi 3,920 kilometra. Pętla toru posiada 8 zakrętów. Pełny dystans wyścigu to 85 okrążeń, czyli 333,200 kilometra. GP RPA na tym torze było organizowane do 1965 roku. Pierwsze Grand Prix na tym torze odbyło się w 1962 roku, a zwycięzcą został Graham Hill za kierownicą BRM. Ostatnią edycję tego Grand Prix wygrał Jim Clark za kierownicą Lotusa.

## ZwycięzcyGrand Prix Południowej Afryki Formuły 1na torze Prince George Circuit
| Sezon | Kierowca    | Zespół       |        |
| ----- | ----------- | ------------ | ------ |
| 1962  | Graham Hill | BRM          | Wyniki |
| 1963  | Jim Clark   | Lotus-Climax | Wyniki |
| 1965  | Jim Clark   | Lotus-Climax | Wyniki |